# Irina Gherasimionok
Irina Gherasimionok (n. 6 octombrie 1970, Moscova, RSFS Rusă, URSS) este o trăgătoare de tir ce a reprezentat Rusia, medaliată olimpică. A participat la o ediție a Jocurilor Olimpice (1996) în care a câștigat o medalie de argint.

## Participări
Lista de mai jos prezintă principalele competiții la care a participat Irina Gherasimionok de-a lungul carierei.
- shooting at the 1996 Summer Olympics – women's 50 metre rifle three positions[*]